# Adansonia za
Espèce
Classification phylogénétique
Statut de conservation UICN

 NT  : Quasi menacé
Le baobab za (Adansonia za) est une espèce d'arbre de la famille des Bombacaceae selon la classification classique, ou de celle des Malvaceae selon la classification phylogénétique.
Cette espèce de baobab, endémique de Madagascar, est presque menacée. La perte de son habitat est critique.

## Noms vernaculaires
L'espèce étant présente dans l'ouest de Madagascar sur environ 130000 km², elle porte de ce fait plusieurs noms selon les régions, ringy, zaha, bosy ; za étant son nom d'espèce.

## Usages
Sur le plateau Mahafaly, dans le sud-ouest de l'île, une pratique villageoise ancestrale consiste à creuser le tronc du baobab, afin d'en faire une citerne d'eau en prévision de la saison sèche.